# Philbornea
Philbornea es un género con dos especies de plantas con flores perteneciente a la familia Linaceae. Fue descrita por Johannes Gottfried Hallier y  publicado en Archives Néerlandaises des Sciences Exactes et Naturelles, sér 3B  1: 110 en el año 1912.  Su especie tipo es Philbornea magnifolia (Stapf) Hallier f.

## Especies
| - Philbornea magnifolia - Philbornea palawanica |